# 多巴胺β羟化酶
多巴胺β羟化酶 （英語：Dopamine β-hydroxylase，简称DBH）是一种多巴胺转化为去甲肾上腺素的酶。
多巴胺β羟化酶是一个由四个相同亚基组成的290千道尔顿加氧酶，催化需维生素C作为辅因子。